# خيمة غاة (مقاطعة فامنين)
خيمة غاة (بالفارسية: خیمه گاه) هي قرية تقع في قسم بيشخور الريفي (مقاطعة فامنين) في إيران. يقدر عدد سكانها بـ 18 نسمة بحسب إحصاء 2016.